# Alison Riske
Alison Riske (n. 3 iulie 1990, Pittsburgh, Pennsylvania, SUA) este o jucătoare profesionistă de tenis din Statele Unite ale Americii.      

## Viața personală
Tatăl ei a lucrat în CIA și FBI. În 2019, Riske s-a căsătorit cu fostul jucător Stephen Amritraj. 

## Legături externe
Materiale media legate de Alison Riske-Amritraj la Wikimedia Commons
- Alison Riske la Women's Tennis Association
- Alison Riske la International Tennis Federation
- Alison Riske pe site-ul Fed Cup
- en Alison Riske la Olympedia.org